# Elattoneura incerta
Elattoneura incerta – gatunek ważki z rodziny pióronogowatych (Platycnemididae). Występuje w Afryce Środkowej – stwierdzony w Kongu i Demokratycznej Republice Konga.